# Wojak
Wojak（ウォジャック、ポーランド語の wojak に由来し、「兵士」あるいは「戦士」の意）は、インターネット・ミームである。元々は、悲しげな表情を浮かべた、禿げた頭の男を黒い輪郭線でシンプルに描いたイラストであった。
このミームはその後、4chanで人気を博し、「I know that feel, bro（その気持ち、わかるよ）」「that feel（～な気持ち）」「that feel when（〜な気持ちのとき）」といったフレーズと共に関連付けられるようになった。

## 歴史
このミームは、ポーランドの画像掲示板「Vichan」において ciepłatwarz.jpg（「あたたかい顔.jpg」）という名で投稿されたのが初出である。最も古いアーカイブは、2009年12月16日にミーム共有サイト「Sad and Useless」に投稿されたものである。
ニュースサイト「Intelligencer」は、Wojakの表情を「痛みを抱えつつも、それに耐えているようだ」と評している。2010年には、「Wojak」と名乗るユーザーがドイツの画像掲示板「Krautchan」にこの画像を投稿し、ミームとしての流通が始まった。
この画像は他の多くの画像掲示板にも広がり、2011年までには、「I know that feel bro」の字幕付きで二人のWojakが抱き合っている画像が人気を集めた。
また、Wojakは「that feel」「that feel when」というフレーズとも組み合わされることが多く、しばしば「tfw」あるいは「>tfw」と略されて用いられた。
さらにいくつかのバリエーションでは、Wojakはカエルのペペと組み合わされ、「feels good man」「feels bad man」といったキャッチフレーズと共に登場することもあった。フェルドマンによれば、これは「ミーム空間内におけるプラトニックなロマンス」だという。

## バリエーション

### NPC
2018年10月、灰色の顔、尖った鼻、無表情で感情のない顔つきをしたWojakが「NPC Wojak」と名付けられ、独自に考えることができず意思決定もできない人々の視覚的な表現として人気を博した。このキャラクターは、ゲームに登場するコンピュータ制御のキャラクター、いわゆるノンプレイヤーキャラクターになぞらえられている。NPC Wojakはネット上で悪名を高めた。このミームは、アメリカのリベラル層の集団心理を風刺する形で使われたことにより、Kotakuやニューヨーク・タイムズなどのメディアの注目を集めた。この使用法はドナルド・トランプ支持者に起因するとされている。2018年アメリカ合衆国選挙に関する偽情報を拡散していた約1,500個のTwitterアカウントが、リベラル活動家を装ってNPCのミームをプロフィール画像に使用していたため、凍結された。2019年1月13日には、保守系のアート集団「The Faction」が、ビル・マーの番組「リアルタイム・ウィズ・ビル・マー」の広告看板を乗っ取り、マーの画像をNPC Wojakの画像に差し替えられるという事件も起きた。

### Coomer
2019年11月、「No Nut November」の流行とともに、「Coomer」のWojakが人気を集めた。Coomerは、乱れた髪、充血した目、不精髭、そしていやらしい笑みを浮かべたWojakの変種である。このWojakは、痩せた体格と、過度な自慰行為により発達した筋肉質の右腕を持つ姿で描かれることもある。主にポルノ依存者を表現するキャラクターである。このミームの人気は、「Coomer誓約（Coomer Pledge）」という、11月中の自慰行為を禁じ、失敗した場合にはCoomerの画像をプロフィールに設定するというインターネットチャレンジによって高まった。

### Doomer
Doomerは、4chanで初めて登場したイメージ・マクロおよびキャラクター類型である。このキャラクターは通常、黒いニット帽とパーカーを着用し、目の下にクマを作りながらタバコを吸う姿で描かれる。Doomerは、ニヒリズム、うつ病、絶望感、そして世界終末への確信（気候危機、石油ピーク、アルコール依存症、あるいはオピオイド中毒など）を体現している。 このミームは2018年9月、4chanの/r9k/板に投稿されたのが初出である。
派生フォーマットとして「Doomer girl」は、2020年1月に4chanに投稿され、その後RedditやTumblrなどの他のコミュニティにも広がった。多くの場合、女性が4chan発祥の文脈からこのキャラを「奪い取る」形で投稿している。アトランティックはこのキャラクターを「ざっくり描かれた、黒髪・黒服・悲しげな目元に赤いメイクを施した女性」と表現している。Doomer girlは、eガールやオルタナ系のサブカルチャーとも関連づけられることが多い。イメージ・マクロでは、Doomerとのやり取りの中に登場する。この形式は、レイジコミックと比較されることが多い。

### Soyjak
「Soyjak」は、「Soy（大豆）」と「Wojak」のかばん語であり、Wojak風のイラストに、眼鏡、無精髭、興奮した表情の開いた口（カックフェイス）、禿げている頭など、「ソイボーイ」とされる特徴を組み合わせたものである。多くの場合、男性的である「giga chad」と対比的に用いられる。このSoyjak専用の画像掲示板「soyjak.party」（通称「シャーティ」）は、2020年9月に開設され、Soyjakの投稿や創作が行われている。

### Chudjak
Chudjakは、2019年に発生したエルパソ銃乱射事件の犯人の写真を元にしたWojakの種類である。大きな鼻、しかめた眉、眼鏡、怒った表情が特徴である。このキャラクターは4chanに初登場し、極右的傾向を持つ/pol/板のユーザーを揶揄する目的で使用された。

### Big Brain
「Big Brain Wojak」は、眼鏡をかけ、頭部が極端に大きく脳のしわが見えるよう描かれたWojakの派生キャラである。最も一般的なBig Brain Wojakは、頭部が巨大すぎて、Wojakがその上に座っているように描かれる。このミームは、4chanで他人の政治的または物議を醸す意見を嘲笑するために使われ始めた。ネットでは、知ったかぶりのインテリや自称博識者を皮肉るために用いられる。これに対するキャラクターとして、「Brainlet Wojak」があり、これは小さな頭に脳がちょこんと載った姿で、しばしば自称インテリを揶揄するのに使われる。

### TradwifeとWifejak
Tradwife、あるいはtrad girl Wojakは、デイジー柄の青いドレスを着た金髪の女性として描かれる。このキャラクターは、伝統的な性別役割と保守的な価値観を体現しており、家庭を守ること、伝統的な家族観、現代フェミニズムの拒絶といった要素が強調される。
「Wifejak」は赤毛のWojakで、「典型的な妻の行動」とされるステレオタイプを体現する。例として、「I'm cold (寒い)」や「I just threw 30 cardboard boxes into the garage(段ボール30個をガレージに投げ込んだばかりよ)」といった発言をするキャラクターとして描かれる。